# Arco di Pompeo
L'Arco di Pompeo era un arco trionfale presente a Roma in Campo Marzio, oggi scomparso.

## Storia
Citato da fonti medioevali e forse eretto per celebrare il trionfo di Pompeo su Mitridate nel 61 a.C. si trovava probabilmente alle spalle della scena del teatro di Pompeo. Svetonio ci informa che la statua di Pompeo che si trovava sull'arco venne spostata successivamente nella sala del complesso utilizzata per le riunioni del Senato, la curia Pompei, e che fu davanti a questa che Gaio Giulio Cesare venne ucciso. L'arco sembra riconoscibile anche sulla Forma Urbis Severiana. Anche il poeta Petrarca cita, intorno al Trecento, la presenza di quest'arco in Campo Marzio.